# Borsodi Mezőség Tájvédelmi Körzet

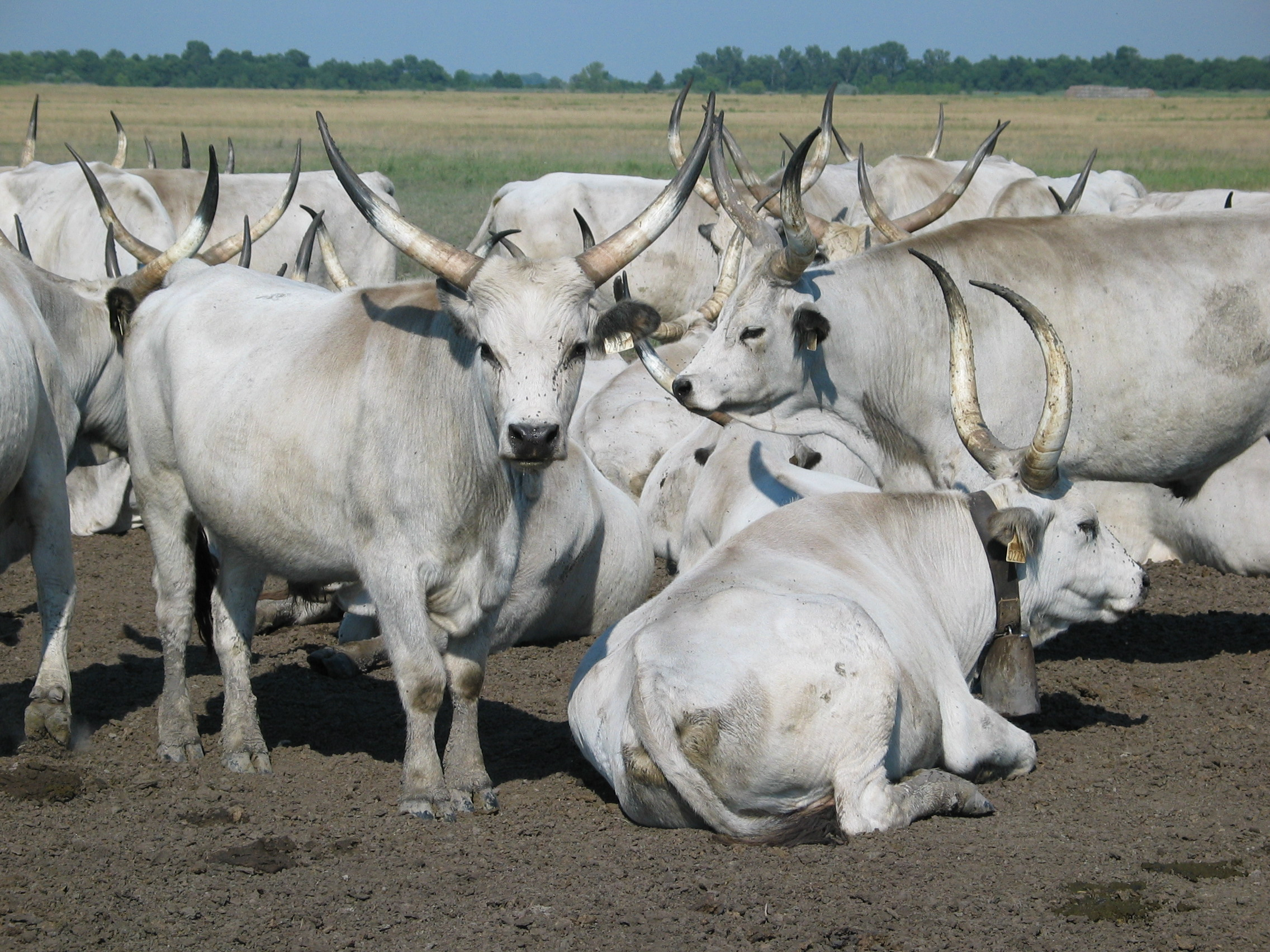
Szürkemarha csorda – a Mezőség területén gyakran láthatóak

A Borsodi Mezőség Tájvédelmi Körzet területe 17 932 hektár. A Tájvédelmi körzet a Bükki Nemzeti Park Igazgatósága alá tartozik.

## Fekvése
A tájvédelmi körzet Mezőkövesdtől keletre, a Mezőnagymihály, Csincse, Mezőcsát, Tiszabábolna négyszögben terül el.

## Jellemzői
A Borsodi Mezőség Tájvédelmi Körzet átmenet az Alföld és a Bükk-vidék között. A táj arculatát a Tisza, valamint a hegyvidék felől lefutó folyók (Eger-patak vagy Rima), patakok (Kánya-patak, Ostoros-patak, Tardi-ér vagy Orosz-ér, Salamonta-ér, Lator-patak vagy Nád-ér, Kácsi-patak, Csincse-patak, Kis-Csincse) és az itt honos legeltető állattartás, a pásztorkodó ember együttes hatása alakították ki. A védetté nyilvánítás célja a még háborítatlan sztyepprétek fajgazdag növény- és állatvilágának, a természetes pusztai környezetben élő túzok, valamint a tájképi és kultúrtörténeti értékek védelme.

## Növény- és állatvilág

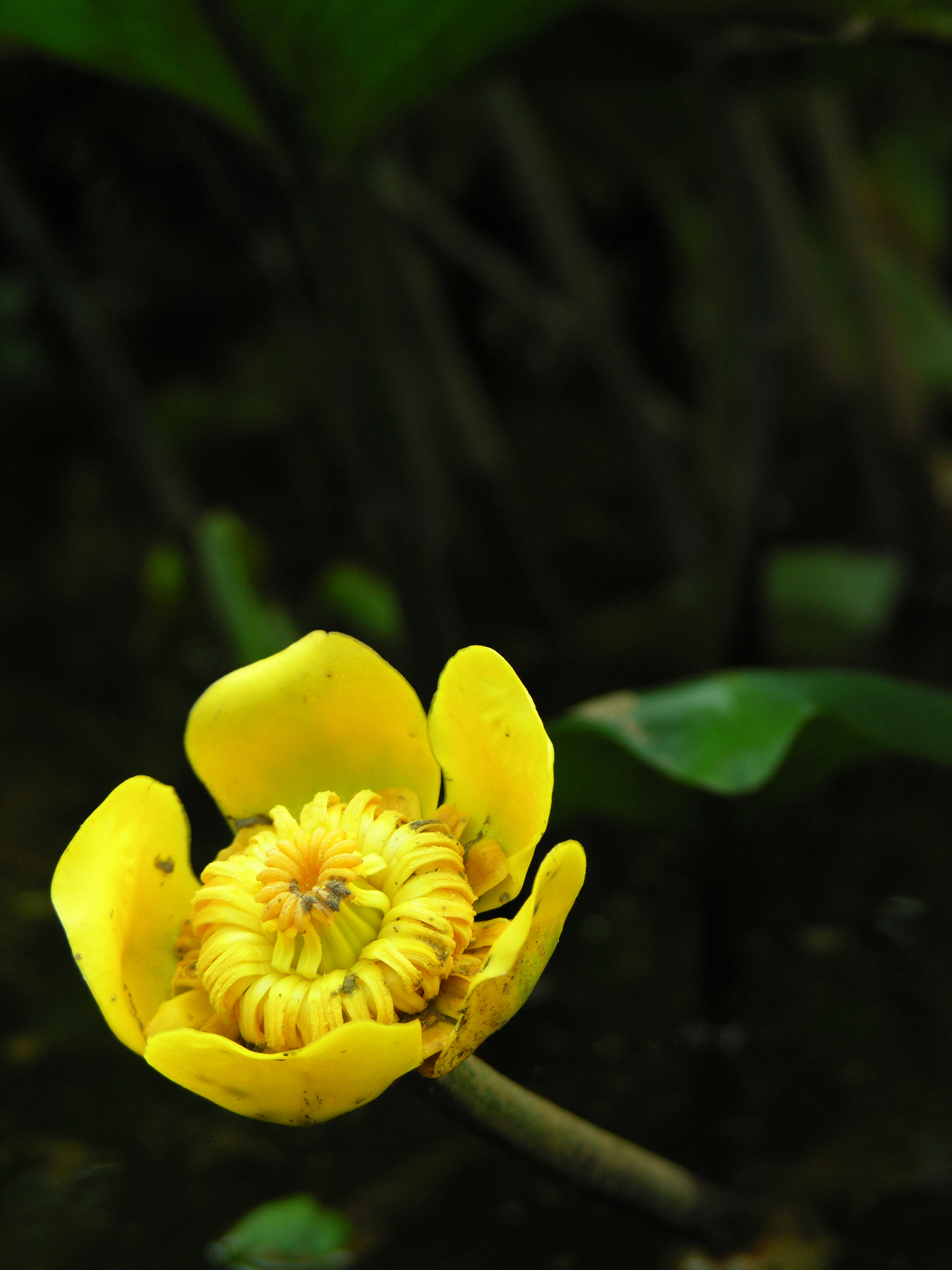
Vízitök

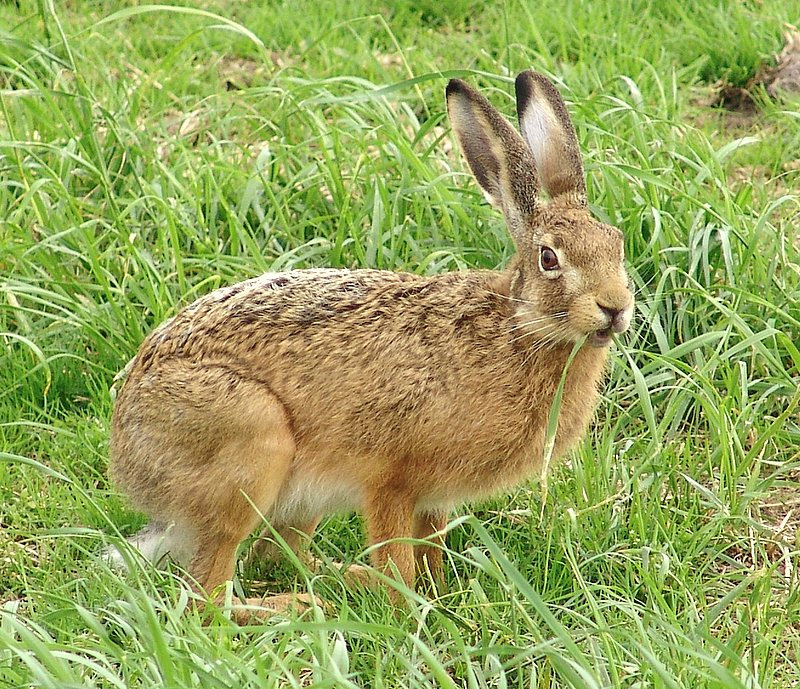
Mezei nyúl

A terület növényzete főképp gazdag aljnövényzetű puhafás ligeterdők, néhol tölgy-szil-kőris erdőfoltokkal, a nyugodt vizeken rucaöröm, vízitök, fehér tündérrózsa terem. A folyótól távolabb, a mocsárréteken a nőszirmok több faja (pl. fátyolos és sárga nőszirom) virít, és kosborok pompáznak. A szikes területek növényzete hasonló az alföldi szikesek nagy többségének sótűrő növényeihez: bárányparéj, kamilla, mézpázsit és sziki csenkesz alkotja a sziki gyepek nagy részét.
A terület állatvilága hasonlóképpen gazdag. A szikeseket jellemző rovarfauna mellett látványos a madárvilág is: a gyakori bíbicen, piroslábú cankón, az ártér gémféléin (szürke gém, vörös gém, nagy kócsag, bakcsó) túl, a területen költ a ritka és veszélyeztetett széki lile és székicsér is. A száraz gyepeken a rejtett életű ugartyúk és fürj hangja szól, a nádas területeken hamvas rétihéja, az erdőfoltokban kék vércse fészkel. A területen költ a vörös vércse, és a Bükkben fészkelő kerecsensólymok is rendszeresen megjelennek ürgére vadászva. A gazdag madárvilág különösen értékes tagja a túzok, melynek kb. 40–50 példányos állománya él itt. Jellemző kétéltű és hüllőfajok a vöröshasú unka, a tavi béka, a barna ásóbéka, a zöld levelibéka, a pettyes és a tarajos gőte, a vízisikló és a fürge gyík. A Mezőség számos emlősfajnak is otthont ad. Gyakori itt az őz, mezei nyúl, a róka és a borz.  Előfordul itt a rövid füvű gyepeken az ürge és helyenként az aranysakál is. Az utóbbi idők egyetlen biztos csíkos szöcskeegér populációja él itt. A legelőkön szürkemarhagulya és a köztük elvegyülő bivalyok jelenléte jellemző. Ez az ősi fajta segít az itteni élőhelyek fenntartásában.

### Védett és értékes madárfajok
- kanalasgém (Platalea leucorodia)
- kék vércse (Falco vespertinus)
- kerecsensólyom (Falco cherrug)
- fogoly (Perdix perdix)
- daru (Grus grus)
- túzok (Otis tarda)
- szalakóta (Coracias garrulus)
- kis őrgébics (Lanius minor)

## Külső hivatkozások
- A Bükki Nemzeti Park honlapja
- A Bükki Nemzeti Park honlapja – A Borsodi Mezőség TK leírása
- A Bükki Nemzeti Park interaktív térképe
- Borsodi Mezőség Tájvédelmi Körzet a Vendégvárón